# 森春濤

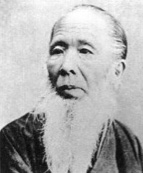
森春濤肖像

森 春濤（もり しゅんとう、文政2年4月2日（1819年4月25日） - 明治22年（1889年）11月21日）は、江戸幕末期より明治初期にかけての漢詩人。名は魯直、字は希黄、通称は浩甫、号は春濤、方天、古愚。幼名は泰一郎、元雄、春道。漢詩人・森槐南の父。

## 生涯
尾張一の宮（現愛知県一宮市）の医者・森一鳥の子として生まれる。代々医者の家柄であったので、父は春濤も医師とするべく、眼科医として有名だった親戚の中川氏に預ける。ところが春濤は医学を顧みず、浄瑠璃本を耽読し、根負けした養家に『幼学詩韻』という書物を与えられることによって作詩の才能が開かれた。
17歳の時に尾張国丹羽村の鷲津益斎に入門し、後の大沼枕山と出会い互いに切磋琢磨し、双璧と称せられる。1835年に故郷に帰り詩作に励む。1850年に京都に行き、梁川星巌の門下となる。1842年に江戸に遊歴し、大沼枕山と旧交を温め、小野湖山・遠山雲如・鈴木松塘・釈梅痴の諸家と相知る。
1862年から名古屋・福井・越後などを転々とし、1874年に東京へ移住、その翌年に下谷摩利支天横町（現東京都台東区上野4丁目）に居を構える。仲御徒町に下谷吟社を開いていた大沼枕山にならって、春濤は茉莉吟社を結成し、その年の7月から『新文詩』という月刊誌を発行。同誌は諸名家の詩文を掲載して、1883年まで継続した。
1874年9月、鍋島閑叟・山内容堂・松平春嶽の諸侯をはじめとして、明治漢詩壇を代表する166人の詩を網羅した詩集『東京才人絶句』を編纂し、大いに世に迎えられた。1877年から清朝の詩（張船山・陳碧城・郭頻伽）を集めて発行し、紹介に努める。
門下として丹羽花南・奥田香雨・永坂石埭・神波即山・徳山樗堂・杉山三郊・橋本蓉塘・岩渓裳川・永井三橋などが数えられる。
胃癌とマラリアにより死去。享年71。谷中の経王寺（東京都荒川区西日暮里）に葬られた。

## 詩集
- 『蘆花漁笛集』・『海門釣庵集』・『人日草堂集』・『松雨莊人集』・『閏在正月集』・『千嵓萬壑集』・『九十九橋集』・『港雲楼雨集』・『桃花流水集』・『敗柳残荷集』
- 『雲漢霓裳集』・『江山有待集』・『千里帰来集』・『遊仙集』
- 『春濤詩鈔』（1912年、文会堂書店）